# 338
Cette page concerne l'année 338  du calendrier julien. Pour l'année 338 av. J.-C., voir 338 av. J.-C. Pour le nombre 338, voir 338 (nombre).
L'année 338 est une année commune qui commence un dimanche.

## Événements
- 13 janvier : Maecilius Hilarianus est Préfet de Rome[1].
- Printemps : Constance II est à Césarée de Cappadoce ; il intervient  en Arménie où il rétablit le roi[2].
- 12 juin : Constant Ier est à Viminacium ; il est probablement en campagne contre les Sarmates[2].
- 27 juillet : Constant Ier est à Sirmium[2].
- Septembre : la division de l'empire romain est confirmée par un accord formel à Sirmium entre Constance II, Constant Ier et Constantin II[3]. Constance II garde l'Orient avec la Thrace et Constantinople. Constant Ier s'agrandit en Illyrie et cède l'Afrique à Constantin II[1].
- Octobre : Dometius Leontius puis Septimius Acindynus (en) (décembre) sont préfets du prétoire[1].
- 11 octobre : Constance II est à Antioche[2].
- 28 octobre : Constance II est à Émèse[2].
- 27 décembre : Constance II est à Antioche[2].

- Campagne de Constantin II en Germanie[2].

## Naissances en 338
- Sahak Ier Parthev, Catholicos d'Arménie (mort en 439).

## Décès en 338
- Vacé Mamikonian